# Айше Сойсал
Айше Сойсал (на турски: Ayşe Soysal) е турска математичка. В периода от 2004 до 2008 година е президент на Босфорския университет в Истанбул.

## Биография
Родена през 1948 година Айше Сойсал получава гимназиална диплома през 1967 година от Американския девически колеж в Истанбул. През 1971 година завършва в Роберт колеж бакалавърска степен с отличие в специалностите математика и физика.
Сойсал продължава образованието си в Съединените щати, където получава магистърска степен (1973) и докторска степен (1976) по математика в Мичиганския университет.
През същата година, 1976, е назначена за асисент в катедрата по математика на Босфорския университет в Истенбул. През 1981 година е назначена за доцент, а през 1991 година – за пълен професор.
Научните ѝ интереси са в областта на алгебра и теория на числата: линейни пространства, алгебрична топология, кохомологични групи, диференциални уравнения, линейна алгебра, теория на матриците, реален анализ, комплексен анализ, теория на вероятностите, комутативни групи, геометрия.
В периода 1984 – 1988 е помощник-декан във Факултета по изкуства и науки към Босфорския университет, и е ръководител на катедрата по математика през 1991 – 1992 година. Между 1992 и 2004 е избирана за четири последователни мандати за декан на Факултета по изкуства и науки към университета. От 2004 до 2008 година е президент на университета, на който пост е и първата жена. Считано от 2009 година е гостуващ професор в катедрата по математика. През 2012 г. Университетът ѝ връчва награда за изключителни постижения в областта на образованието. Пенсионира се през 2014 година след 40 години преподавателска дейност.
Представлява Босфорския университет в Междууниверситетския съвет в Турция и е член на борда на представителството на Турция в ЮНЕСКО. Заема и други почетни и обществени длъжности като член на съвета на Турското математическо общество, на настоятелството на фондацията, функционираща към Босфорския университет, на Консултативния съвет на Асоциацията на жените-предприемачи в Турция, както и член на съвета на спортен клуб „Галатасарай“. 